# أطلس (نجم)

أسماء ألمع نجوم الثريا ومن ضمنها أطلس.

أطْلس (بالإنجليزية: Atlas)‏ ويُشار إليه أيضاً بـ«الثور 27» كتسمية دلالية (ولا يوجد له اسم عربي)، هو نجم ثنائي وثالث ألمع نجم في عنقود الثريا النجمي والذي يقع في كوكبة الثور. وحسب أساطير الإغريق، فأطلس وزوجته بلييُوني هما والدا الشقيقات السبع اللاتي يُمثّلن الثريا عند الإغريق القدماء، وأيضاً هو والد القلائص. أطلس هو نجم ساخن وفتي من نوع "B8"، يبعد عن الأرض 425 سنة ضوئية وتبلغ حرارته السطحية 12,300 كلفن، ويبلغ قدره الظاهري 3.6 تقريباً، في حين أن ضياؤه يُعادل 940 ضياءً شمسياً وكتلته 5 كتلة شمسية. وقد اقترب أطلس من بلوغ المرحلة التي يبدأ فيها بالتحول إلى نجم عملاق، حيث أن وقوده الهيدروجيني بدأ ينفذ. وكالعديد من النجوم الأخرى من نوع "B"، يملك أطلس سرعة دوران محوري عالية تبلغ 212 كم/ث على الأقل (أكثر من 100 ضعف الشمس)، ويُتم بهذا دورة واحدة حوله نفسه كل يوم ونصف من أيام الأرض. ونتيجة لهذا فهو من نوع «مبتعثات-بي»، حيث أن جزءاً من مادته قد قذف مشكّلاً قرصاً حوله نتيجة لدورانه السريع. يملك أطلس رفيقاً يدور حوله على بُعد يبلغ على الأقل 52 وحدة فلكية (ما يُعادل تقريباً 30 ضعف المسافة بين كوكب بلوتو والشمس)، وتبلغ المسافة الظاهرية بينهما 0.4 دقيقة قوسية، ويُتم بهذا دورة واحدة حول «أطلس أ» كل 150 سنة على الأقل. ويبلغ القدر الظاهري لهذا المرافق +7 وهو من نوع "A". ونتيجة لهذا، فأطلس نجم متغير، يتغير ضوؤه بمقدار 0.2% كل يوم أو بضعة أيام.